# Tatjana Dogilewa
Tatjana Anatoljewna Dogilewa (ros. Татьяна Анатольевна Догилева, ur. 27 lutego 1957 w Moskwie) – radziecka i rosyjska aktorka filmowa i teatralna, uhonorowana tytułem Ludowej Artystki Federacji Rosyjskiej w 2000 roku.

## Życiorys
Pochodzi z rodziny robotniczej. W latach 1974–78 studiowała na Rosyjskim Uniwersytecie Sztuki Teatralnej, pod kierunkiem Wsiewołoda Ostalskiego. Po ukończeniu studiów zadebiutowała na deskach moskiewskiego Teatru im. Leninowskiego Komsomołu. W 1985 roku wstąpiła do Teatru Jermołowej.
W latach 2006–2007 zapowiadała program „Dwie prawdy” (ros. Две правды) w stacji telewizyjnej NTW. Przez wiele lat zmagała się z chorobą alkoholową.

## Filmografia
- 1982: Dworzec dla dwojga
- 1987: Zapomniana melodia na flet
- 1996: Impotent
- 1996: Cześć, pajace!
- 2005: Niania (odcinek 101)